# فايرفلاي (رواية)
فايرفلاي هي رواية كتبتها المؤلفة الكندية فيليبا داودينج، نُشرت في عام 2021 بواسطة دي إس بي/كورموران بوكس في تورونتو، أونتاريو. فازت بجائزة الحاكم العام الأدبية لأدب الشباب–تيكست لعام 2021.

## الحبكة
فايرفلاي هي فتاة تبلغ من العمر ثلاثة عشر عامًا تبحث عن منزل جديد بعد أن أخذت الشرطة والدتها غير المستقرة والعنيفة بعيدًا. كانت تعيش في الحديقة المقابلة لمنزل والدتها أجبرتها الخدمات الاجتماعية على العيش مع عمتها جايل عندما اكتشفوها تعبش هناك، والتي تملك متجر أزياء السيدة المخصرة. في الوقت الذي تتكيف فيه فايرفلاي مع وجود سقف فوق رأسها، فإنها تصاب باضطراب ما بعد الصدمة (PTSD) وتنطلق في سعيها لاكتشاف هويتها الحقيقية.

## الاستقبال
استُقبلت رواية فايرفلاي بشكل جيد عمومًا في كندا. كتبت لجنة تقييم الأقران لجائزة الحاكم العام الأدبية لجوائز اللغة الإنجليزية لعام 2021
: "سوف تتألق فايرفلاي للقراء ويتردد صداها لفترة طويلة بعد إغلاق هذا الكتاب القوي بهدوءي بهدوء. أدرج دليل المعلمين في الرف التاسع والأربعين الرواية للصفوف من الرابع إلى السابع في فنون اللغة الإنجليزية، والصفوف من السادس إلى الثامن في العلوم الاجتماعية والإنسانية.

## الجوائز
| سنة  | جائزة                                  | نتيجة            | المرجع.           |
| ---- | -------------------------------------- | ---------------- | ----------------- |
| 2021 | جائزة الحاكم العام لأدب الشباب–النص    | الفائز           | [ 4 ] [ 5 ] [ 6 ] |
| 2022 | جائزة غابة القراءة القيقب الأحمر       | مرشح             | [ 7 ]             |
| 2022 | جائزة ايود فيوليت داوني                | القائمة المختصرة | [ 8 ]             |
| 2022 | جائزة روث وسيلفيا شوارتز لكتاب الأطفال | الفائز           | [ 9 ]             |
| 2023 | ميركا الأضواء الشمالية                 | القائمة المختصرة | [ 10 ]            |
| 2023 | جوائز روكي ماونتن للكتاب               | القائمة المختصرة | [ 11 ]            |